# Jusuf Mehonjić

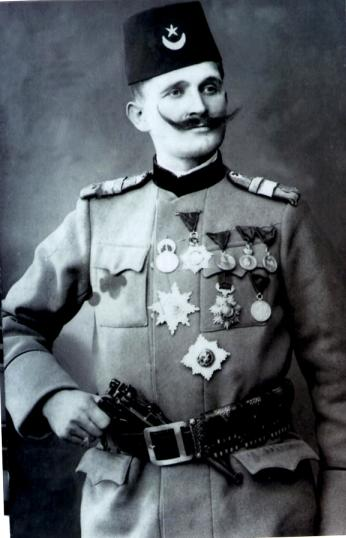
Jusuf Mehonjić während seiner Zeit als osmanischer Soldat

Jusuf Mehonjić (* 1883; † 1926) war ein bosniakischer Anführer und Mitglied des Komitees von Sandzak.
Er kämpfte bis 1912 in der osmanischen Armee. Während der Besatzung Serbiens im Ersten Weltkrieg verübte Mehonjić einige Verbrechen, weshalb er 1918 zum Gesetzlosen wurde. 1922 entsandten die jugoslawischen Behörden Tschetniks unter dem Kommando von Kosta Pećanac, um Mehonjić zu jagen, nachdem ein Attentat auf ein prominentes Mitglied der Volksradikalen Partei fehlgeschlagen war. Die Tschetniks töteten 28 muslimische Dorfbewohner in Starčevići bei Tutin. Später wurden sie von Mehonjićs Männern in der Nähe von Sjenica besiegt, was ihm einen Heldenstatus unter der Bevölkerung einbrachte. In der Zeit von 1924 bis 1928 war er als anti-jugoslawischer Rebellenführer der Sandzak-Bewegung und ihrer Tschitas genannten, bewaffnete Banden im unteren Sandžak-Gebiet aktiv, einschließlich Novi Pazar, Rožaje, Sjenica, Kolašin und Bihor. Andere Anführer waren Husein Boshko, Feriz Sallku und Rek Bisheva.  Seine Einheiten griffen hauptsächlich Serben an, sowohl Soldaten und Gendarmen als auch Zivilisten, Händler und Bauern.